# Monoblastus chinensis
Monoblastus chinensis är en stekelart som beskrevs av Dmitriy R. Kasparyan 1982. Monoblastus chinensis ingår i släktet Monoblastus och familjen brokparasitsteklar. Inga underarter finns listade i Catalogue of Life.